# Lyctus africanus
Lyctus africanus là một loài bọ cánh cứng trong họ Bostrichidae. Loài này được Lesne miêu tả khoa học năm 1907.

## Hình ảnh

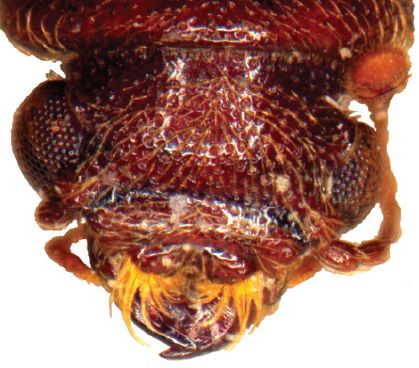
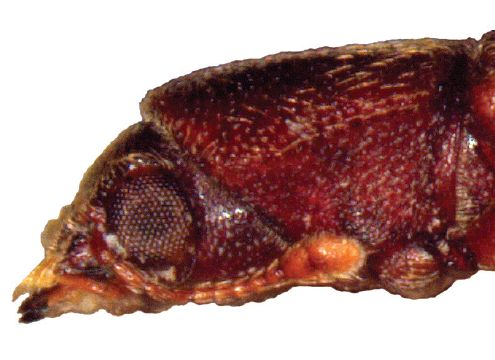
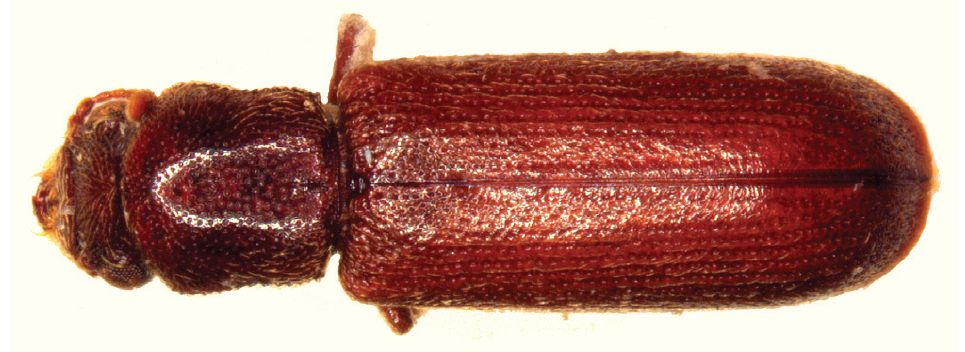